# Asilus filiferus
Asilus filiferus är en tvåvingeart som först beskrevs av Macquart 1846.  Asilus filiferus ingår i släktet Asilus och familjen rovflugor. Inga underarter finns listade i Catalogue of Life.